# أريكا (شركة)
شركة أريكا (بالإنجليزية: Arika Co.,Ltd.)‏ (باليابانية: 株式会社アリカ) ، هي شركة يابانية تابعة لشركة نينتندو لصناعة ألعاب الفيديو، أسست سنة 1995م، ومقرها في العاصمة اليابانية طوكيو، ومن أشهر العابها العاب ستريت فايتر إي إكس بمساعدة كابكوم.

## وصلات خارجية
- الموقع الرسمي